# Odkurzacz Alfa K2

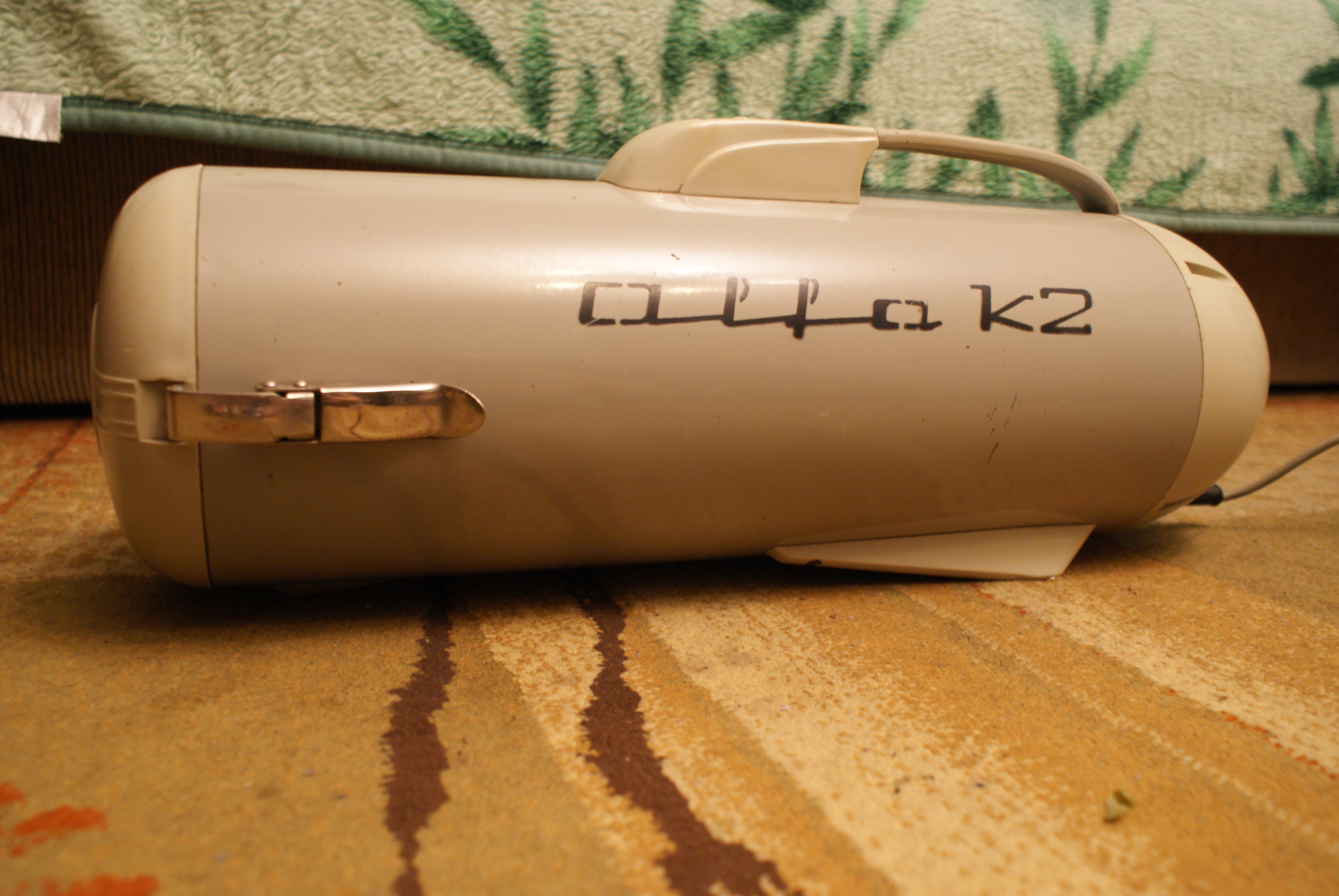
Alfa K2 z roku 1968

Alfa K2 (typ A7) również K2-L – polski odkurzacz tradycyjny (workowy) produkowany od pierwszej połowy lat sześćdziesiątych do połowy lat siedemdziesiątych XX wieku przez ówczesnego monopolistę na rynku gospodarki centralnie sterowanej PRL – pierwotnie Rzeszowską Fabrykę Sprzętu Gospodarczego, a następnie (po zmianie nazwy przedsiębiorstwa w 1967 roku) – Zakłady Elektromechaniczne im. Augustyna Micała w Rzeszowie ZELMER (od 1973 PREDOM ZELMER). Typem rozwojowym były odkurzacz Zelmer typ 54 (Alfa K-3) produkowany do pierwszej połowy lat osiemdziesiątych.

## Główne zmiany w stosunku do wcześniejszych typów
Alfa K2 oparta jest bezpośrednio na budowie polskiego odkurzacza Alfa II (typ A5). 
Zasadniczą zmianą w stosunku do typu A5 było zastosowanie innego rozwiązania docisku worka przez pokrywę przednią. W Alfie II worek opierał się na specjalnie wyprofilowanych zewnętrznych krawędziach korpusu odkurzacza, natomiast w Alfie K2 – na wewnętrznej przyspawanej krawędzi. Pokrywa Alfy II nachodziła na korpus odkurzacza dociskając worek, natomiast pokrywa Alfy K2 wchodziła w korpus. Pozwoliło to na uzyskanie gładkiej bryły. Z tego też powodu worki do Alfy K2 miały nieco mniejszą średnicę (nie pasowały do wcześniejszej Alfy II). Podobnie sytuacja wyglądała w przypadku pokrywy tylnej – pokrywy komory silnika. Ponadto pokrywa tylna w Alfie II dociskała i utrzymywała silnik, a w Alfie K2 jej rolę przejęła poprzeczna belka przykręcana dwiema śrubami do wewnętrznej przyspawanej krawędzi. 
Zastosowano zupełnie nowy uchwyt do przenoszenia, obudowę przełącznika i (w nieco późniejszym czasie) „nóżki”. Są to najbardziej charakterystyczne elementy odkurzaczy tej rodziny – nie występują w żadnych innych.

## Alfa K2

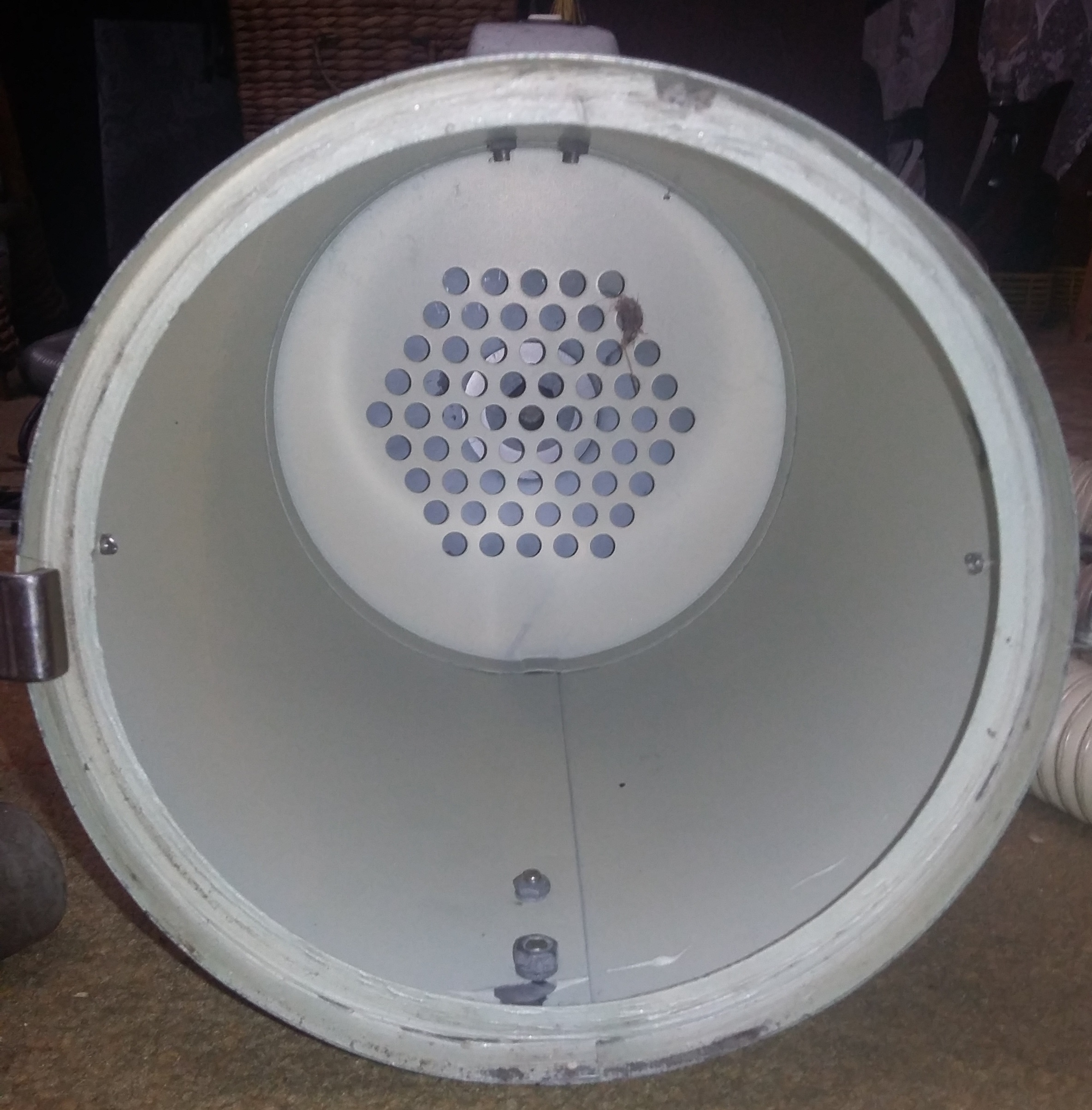
Komora worka Alfa K2

Od początku dekady, zaraz po powstaniu, Alfa K2 oparta była na tzw. „szynach” i montowano w niej silniki zagranicznych producentów. Dopiero w połowie lat sześćdziesiątych zastosowano wspomniane wcześniej charakterystyczne „nóżki”. W tym samym okresie rozpoczęto w Polsce, w Brzegu (Besel), produkcję większych silników komutatorowych do odkurzaczy. SK-5a oparty był bezpośrednio na konstrukcji silnika z NRD. Pierwszą polską konstrukcją silnika do odkurzaczy był silnik SK-5b. Produkowany był we wrocławskiej fabryce Fawod oraz w brzeskim Beselu (pod oznaczeniem KASO-87/30). Silnik ten był podstawowym silnikiem dla Alf K2 wyprodukowanych w drugiej połowie lat sześćdziesiątych. Przez pierwsze kilka lat produkcji stosowano wyłącznik suwakowy.
Alfa K2 powstała głównie z myślą o eksporcie. 

### Kolorystyka
Początkowo korpusy Alfy K2 malowane były (podobnie jak Alfy II i Gammy II) farbą młotkową, miały bakelitowe czarne pokrywy i czarne obudowy przełącznika. Wymagane było stosowanie innego rodzaju węża ssącego – mocowanego za pomocą połączenia gwintowanego.
Od roku 1966/1967 zaprzestano malowania korpusów farbą młotkową i produkcji pokryw bakelitowych. Korpusy były najczęściej szarawe lub lekko zielono-niebieskie, a pokrywy i obudowy przełączników – białe. Bakelit zastąpiono nowocześniejszym rodzajem tworzywa sztucznego, a wąż ssący był znów mocowany „na wcisk”.

## Alfa K2-L
Zasadniczym dyskomfortem przy eksploatacji podstawowej wersji typu A7 był brak możliwości zastosowania worka (filtra) papierowego, dlatego też pod koniec lat sześćdziesiątych, po dziesięciu latach od rozpoczęcia produkcji, postanowiono zmodernizować konstrukcję Alfy K2. Zastosowano wówczas worki materiałowe z dodatkową osłonką umożliwiającą zakładanie worków papierowych. 
Równolegle z tym rozwiązaniem zastąpiono silniki SK-5b nowszą konstrukcją – SK-10 albo (dosyć rzadko) SK-10c – również produkcji Fawodu. Silniki te produkował również zakład ASPA oraz zakład silników przy Zelmerze, Od roku 1973 stosowano również silnik RH-5500A, który produkowany był w polskiej fabryce Silma w Sosnowcu na japońskiej licencji Hitachi. Odkurzacze Alfa K2-L wyposażenie w ten silnik noszą oznaczenie typu A7s.

### Kolorystyka
Alfa K2-L z wyglądu nie różniła się niczym od Alfy K2 (oprócz napisu i zastosowania innych kolorów korpusów). Istnieją egzemplarze z czerwonymi pokrywami i czerwoną obudową przełącznika. 

## Typ 54 (Alfa K-3)
Ostatnią i najbardziej zaawansowaną wersją rozwojową typu A7 był odkurzacz Zelmer typ 54, który powstał w drugiej połowie lat siedemdziesiątych. Zastosowano w nim zestandaryzowane uchwyty (stosowane w Zelmerach typ 03, 04, 102b) oraz wskaźniki zapełnienia worka (stosowane w każdym typie powstałym po Zelmerze 03 oprócz odkurzaczy samochodowych). Zestandaryzowany przełącznik przeniesiono do pokrywy tylnej. Oprócz tego nie różnił się niczym od Alfy K2-L. Pierwotnie posiadał zarówno silnik SK-10 jak i RH-5500A, a w latach osiemdziesiątych – tylko RH-5500A.

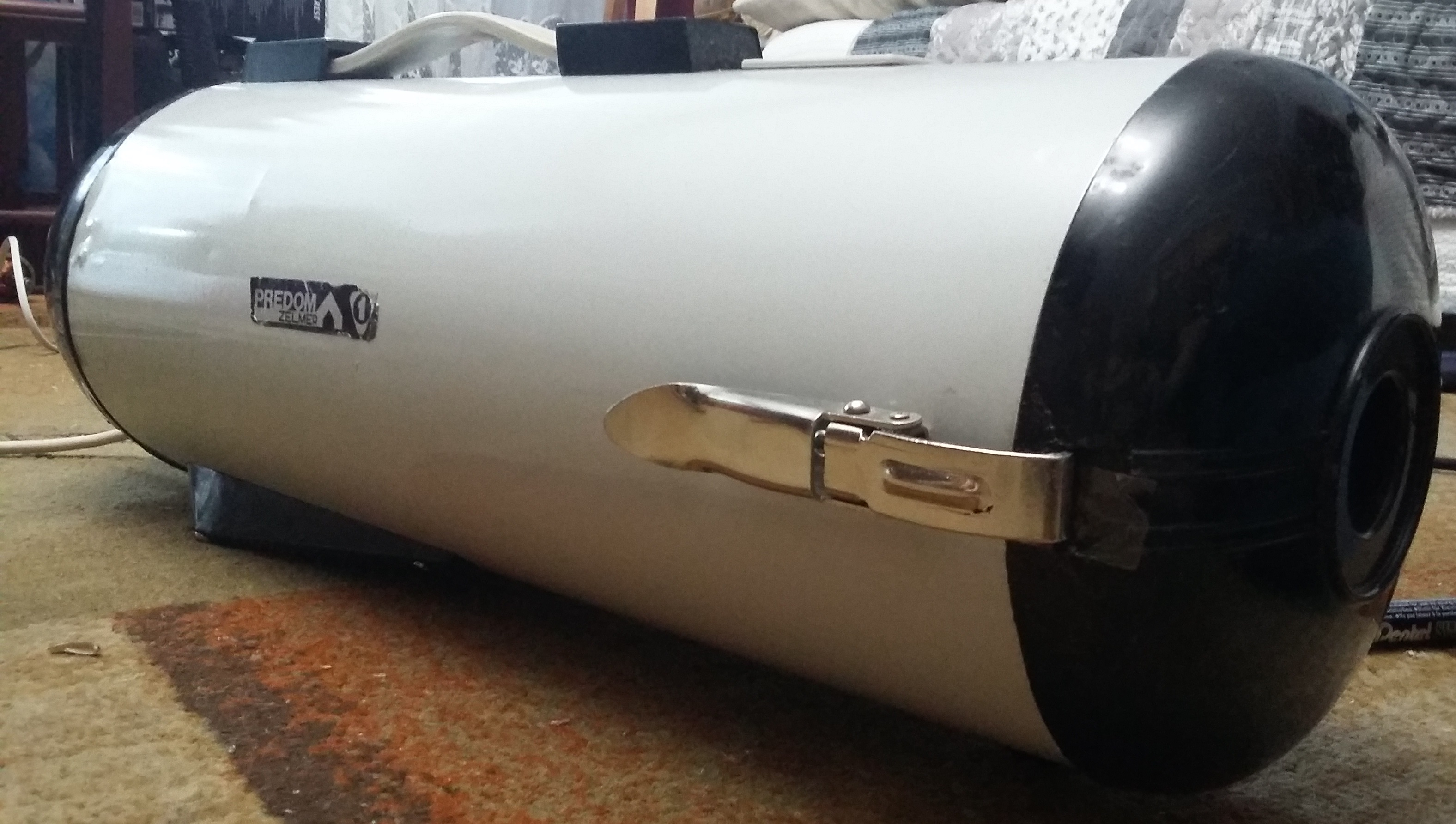
Typ 54s z roku 1983

Produkowany był do ok. 1984 roku. 

### Kolorystyka
Korpus typu 54 malowany był głównie na zielono/oliwkowo, a jego pokrywy były białe. Istnieją również egzemplarze z końca produkcji, które mają biały korpus oraz czarne pokrywy. Miało to prawdopodobnie nawiązywać do egzemplarzy z pierwszych lat produkcji.

## Porównanie
| Wersja            | Silnik                  | Moc               | Przybliżone lata produkcji |
| ----------------- | ----------------------- | ----------------- | -------------------------- |
| Alfa K2           | importowane SK-5a SK-5b | 350 W 350 W 400 W | 1960 - 1969                |
| Alfa K2-L         | SK-10(c)                | 400(500) W        | 1969 - 1976                |
| Typ 54 (Alfa k-3) | SK-10(c) RH-5500A       | 400(500) W 550 W  | 1976 - 1984                |

## Ciekawostki
- Odkurzacze z rodziny Alfa K2 produkowane były bezustannie przez około 24 lata.

- Odkurzacze te nie miały kółek. Ich przemieszczanie polegało na przesuwaniu po podłodze. Pierwotnie nadmierną siłę tarcia przy przesuwaniu eliminowały „szyny”, potem, gdy pojawiły się „nóżki” zastosowano w nich metalowe nasadki, które miały nieco zniwelować opory ruchu.

- Istniała możliwość podłączenia wyposażenia również od strony wylotu powietrza. Do czasu pojawienia się plastikowych pokryw możliwe było podłączanie do wylotu odkurzacza suszarki (gniazdo elektryczne w pokrywie). Suszarka sprzedawana była jako dodatkowe wyposażenie odkurzacza. Było to rozwiązanie zaczerpnięte z odkurzaczy Gamma.

- Podobnie jak suszarka dodatkowym wyposażeniem był rozpylacz cieczy (np. wody, odpowiednio rozcieńczonej farby).

- Pomimo różnych kolorów pokryw „nóżki” były cały czas białe, nawet w przypadku czerwonych pokryw. Dopiero przy ostatnich egzemplarzach z czarnymi pokrywami z lat osiemdziesiątych nóżki były czarne.

- Oprócz worka z tkaniny (oraz w późniejszych egzemplarzach – worka papierowego) nie występowały żadne inne filtry powietrza.

- Istniały węgierskie zamienniki silników SK-10 również montowane do Alfy K2-L.